# Das Pensionat
Das Pensionat ist eine komische Operette in einem Aufzug (zwei Bilder) von Franz von Suppè. Das Stück wurde am 24. November 1860 im Theater an der Wien uraufgeführt und gilt als erste Wiener Operette.
Alois Pokorny, der Direktor des Theaters an der Wien, versuchte mit Eigenproduktionen den im Carltheater überaus erfolgreichen Operetten Jacques Offenbachs Konkurrenz zu machen und gab dazu seinem Hauskapellmeister Suppè den Auftrag.
Der Librettist wird nur mit den Initialen C. K. angegeben und ist bisher nicht identifiziert. Das Stück lässt sich auf die Opéra comique Les Visitandines (1792) von François Devienne zurückführen. Die Bewohnerinnen des Pensionats sind in der Vorlage Nonnen.
Das Stück besteht in wesentlichen Teilen aus einer Reihung weiblicher Gesangs- und Tanzensembles, eine Vorahnung späterer Revuen. Aufgrund des Erfolgs bekamen Suppè und andere Wiener Komponisten wie Ivan Zajc oder Karl Millöcker zahlreiche Aufträge für ähnliche Werke.

## Handlung
1. Bild – Korridor mit Alkoven im Mädchenpensionat
Brigitte, die Vorsteherin legt bei der Erziehung sehr großen Wert auf die Sittlichkeit, hat aber damit bei ihren Zöglingen keinen großen Erfolg. Kaum sind die Mädchen unbeaufsichtigt, geht es sehr weltlich zu: Aus Gebet und Chorgesang werden Liebeslieder und anstatt Knien im Chorgestühl wird ausgiebig getanzt.
Eine Ausnahme dabei ist Helene, die wegen ihrer Verliebtheit von ihren Freundinnen gehänselt wird. Ihre Freundin Sophie weiß Rat und verschafft ihr ein Rendezvous mit ihrem Geliebten Karl. Dabei erfahren die beiden jungen Frauen, dass Karl bei Helenes Vater um deren Hand angehalten hat. Aber er wird als Bräutigam nur akzeptiert, falls er innerhalb von zwei Tagen eine sichere Anstellung vorweisen kann.
Karl könnte sich bei der Vorsteherin um die Stelle eines Verwalters bewerben, aber die Chancen sie zu bekommen, stehen schlecht. Karl versucht nun mittels einer List an dieses Amt zu kommen. Als er mit Helene von den anderen Mädchen im Alkoven überrascht wird, bittet er heimlich jede einzelne um ein Treffen um Mitternacht. Amalie, Ida, Melanie, Ottilie und Sophie sind entzückt und versprechen, sich um Mitternacht im Stiftsgarten einzufinden.
2. Bild – Der Garten des Pensionats um Mitternacht
Karl klettert zusammen mit seinem Diener Florian um Mitternacht über die Mauer in den Stiftsgarten. Karl schleicht zu Helene, die in den Plan eingeweiht ist, und Florian soll sich bei den Mädchen nun als Karl ausgeben. Als Amalie, Ida, Melanie, Ottilie und Sophie nacheinander heimlich in den Stiftsgarten kommen, bemerken sie sehr schnell den Betrug und versuchen mit Geschrei Florian zu vertreiben.
Plötzlich erscheint von Helene alarmiert die Vorsteherin Brigitte. Sie schickt die Mädchen auf ihre Zimmer und will Florian verhaften lassen. Da erscheint Karl und behauptet, dies alles nur inszeniert zu haben, um sich mit ihr, der Vorsteherin zu treffen. Da ihr der junge Mann gefällt und auch keinerlei Zeugen mehr anwesend sind, geht sie auf Karl ein. Auf ein geheimes Zeichen Karls erscheinen alle Zöglinge und spotten über die verfängliche Situation.
Da die Vorsteherin nun inständig bittet, ihre Ehre nicht zu verletzen, erklärt Karl den jungen Frauen, dass er die Vorsteherin nur treffen wollte, um sich möglichst schnell bei ihr um die Stelle eines Verwalters zu bewerben. Zum Beweis zeigt er allen einen Arbeitsvertrag, der von Brigitte nur noch unterzeichnet werden muss. Besorgt um ihren guten Ruf signiert sie den Vertrag und Karl kann jetzt allen Helene als seine Braut vorstellen.

## Musik
Franz von Suppè hat mit seiner ersten Operette, die zugleich die erste Wiener Operette war, bereits den Weg gewiesen, welchen die (klassische) Wiener Operette einmal einschlagen sollte: eine Mischung aus italienischer opera buffa, Wiener Walzer und ein wenig Offenbach. Später hat er dann noch Elemente des Wiener Volkstheaters dazugenommen, aber noch nicht bei seinem Erstling. Herausgekommen ist dann eine kleine Oper (was ja „Operette“ im Wortsinn bedeutet) mit vielen parodistischen Einschlägen. Und bereits hier kann man Suppés Fähigkeit erkennen, komplexe opernhafte Strukturen mit einer eingängigen Melodik zu verbinden.
Neben einem originellen Präludium hat die Operette 9 Musiktitel:
1. Kirchenchoral der Mädchen „Mutter vor Deinem Bilde“, bereits eine köstliche Parodie, bei der Suppè auf seine Herkunft aus der Kirchenmusik verweisen kann
2. Ballade, Chor und Tanz, bestehend aus einer spanisch akzentuierten Ballade mit Chorbegleitung und einem Walzer gefolgt von einem Cancan; Letzterer als einzigem Verweis auf Offenbach
3. Romanze „Wenn des Mondes Licht durch die Büsche bricht“, mit anschließender Serenade, bereits vom Text her eine herrliche Parodie auf die obligatorischen Stilmittel der italienischen opera buffa
4. Duett zwischen Helene und Karl im italienischen Stil, das sich zu einem Ensemble mit den restlichen Mädchen ausweitet und am Ende quasi leitmotivisch die Romanze aus der Nr. 3 bespöttelt
5. Quartett „Liebe Schwestern gute Nacht“, wieder zunächst recht opernhaft, das dann aber in einem Wiener Walzer endet
6. Melodram, welches das Motiv des Präludiums enthält
7. Septett mit kunstvoll modelliertem,  polyphonen Ensemblegesang, wunderschön melodisch, herrlich komisch und am Ende dramatisch wuchtig; ein Glanzstück der Partitur
8. Spottchor der Mädchen
9. Finale, welches die Romanze aus Nr. 3 und den Walzer aus Nr. 5 nochmals in Erinnerung bringt

## Tonträger
- Leichte Kavallerie und Das Pensionat, letztere basierend auf ein Rundfunkproduktion des ORF aus dem Jahr 1955, Label: HAfG
- Das Pensionat, Rundfunkproduktion des WDR aus dem Jahr 1990 (nur über WDR-Mitschnittservice erhältlich)